# Абрамов, Фёдор Григорьевич
Фёдор Григорьевич Абрамов — советский хозяйственный деятель.

## Биография
Родился в 1892 году. Член КПСС.
С 1908 года — на хозяйственной работе. В 1908—1958 гг. — помощник слесаря на Днепропетровском металлургическом заводе им. Коминтерна, участник Гражданской войны, командир батареи Первой Конной армии и 6-й Чонгарской кавалерийской дивизии, выпускник Днепропетровского металлургического института, начальник цеха, заместитель директора, директор Нижнеднепровского трубопрокатного завода им. К. Либкнехта, заместитель главного инженера Таганрогского металлургического завода.
За разработку и внедрение новой технологии трубопрокатного производства был в составе коллектива удостоен Сталинской премии за выдающиеся изобретения и коренные усовершенствования методов производственной работы 1951 года.
Умер в Таганроге в 1958 году.